# Аризона Уайлдкэтс (баскетбол)
Аризона Уайлдкэтс (англ. Arizona Wildcats) — студенческая баскетбольная команда, представляющая Аризонский университет в первом баскетбольном мужском дивизионе NCAA. Располагается в Тусоне (штат Аризона). В настоящее время команда выступает в конференции Pacific-12.
Университет Аризоны имеет длинную и богатую баскетбольную историю. С приходом главного тренера Люта Олсона в 1983 году команда стала считаться одной из лучших в стране. Один из спортивных журналистов назвал «Аризону Уайлдкэтс» «Point Guard U» из-за того, что школа выпустила большое количество высококлассных защитников, таких как Стив Керр, Шон Эллиот, Дэймон Стадемайр, Халид Ривз, Джейсон Терри, Гилберт Аринас, Майк Бибби, Джеррид Бэйлесс и других.
С 1985 по 2009 год «Аризона Уайлдкэтс» 25 лет подряд попадала в турнир NCAA, и по этому показателю уступает лишь Северной Каролине (27). Несмотря на то, что NCAA официально отменила результаты «Уайлдкэтс», СМИ до сих пор упоминают череду выходов Аризоны. Аризона четыре раза выходила в Финал Четырёх (1988, 1994, 1997, 2001). В 1997 году «Уайлдкэтс» в финале турнира обыграли действующего чемпиона университет Кентукки и впервые в своей истории завоевали чемпионский титул. Команд 13 раз выигрывала регулярный чемпионат конференции Pac-10/12 и 4 раза становилась победителем турнира Pac-10.

## Закреплённые номера
Университет закрепляет майки студентов-спортсменов, а не номера.
| Закреплённые номера «Аризона Уайлдкэтс» |                 |      |                |
| №                                       | Игрок           | Поз. | Годы в команде |
| 10                                      | Майк Бибби      | PG   | 1997-98        |
| 22                                      | Джейсон Гарднер | PG   | 1999-03        |
| 25                                      | Стив Керр       | G    | 1984-88        |
| 32                                      | Шон Эллиотт     | SF   | 1986-89        |

## Достижения
- Чемпион NCAA: 1997
- Финалист NCAA: 2001
- Полуфиналист NCAA: 1988, 1994, 1997, 2001
- Четвертьфиналист NCAA: 1976, 1988, 1994, 1997, 1998, 2001, 2003, 2005, 2011, 2014
- 1/8 NCAA: 1951, 1976, 1988, 1989, 1991, 1994, 1996, 1997, 1998, 2001, 2002, 2003, 2005, 2009, 2011, 2013, 2017
- Участие в NCAA: 1951, 1976, 1977, 1985, 1986, 1987, 1988, 1989, 1990, 1991, 1992, 1993, 1994, 1995, 1996, 1997, 1998, 1999*, 2000, 2001, 2002, 2003, 2004, 2005, 2006, 2007, 2008, 2009, 2011, 2013, 2014, 2017, 2018
- 'отменено NCAA
- Победители турнира конференции: 1988, 1989, 1990, 2002, 2015, 2017, 2018 (Pac-10)
- Победители регулярного чемпионата конференции: 1932, 1933, 1936, 1940, 1943, 1946, 1947, 1948, 1949, 1950, 1951, 1953 (BIAA)

1976 (WAC)

1986, 1988, 1989,1990, 1991, 1993, 1994, 1998, 2000, 2003, 2005, 2011 (Pac-10)

2014, 2015, 2017, 2018 (Pac-12)